# Evaporimetrija suza
Evaporimetrija suza je teška laboratorijska tehnika, zasnovana na tehnologiji preuzetoj od merenja evaporacije kože. Evaporacija suza je u funkciji temperature, vlažnosti i brzine vazduha. 

## Istorija
Mathers i saradnici su preračunavali evaporaciju suza na osnovu povećanja vlažnost vazduha male, zatvorene komore, ispunjene suvim vazduhom.
Evaporacija suza ranije je smatrana pokazateljem stabilnosti i funkcije lipidnog sloja. Mežutim prema novijim saznajima, osim lipidnoga, i mukozni i vodeni sloj imaju važnu ulogu u njenoj regulaciji.

## Opšte informacije
Evaporacija ili isparavanje označava prelazak površinskih molekula tečnosti u gasovito stanje. Evaporacija vodene komponente suza osnovni je parametar u složenom mehanizmu destabilizacije suznog filma na površini rožnjače. Nena uvećana stopa skraćuje period u kojem je suzni film stabilan nakon treptaja, a rezultat toga je hiperevaporativno suhvo oko.  
Količina suza koja ispari s površine oka u normalnim uslovima različita je prema različitim autorima i kreće se u širokom rasponu od 0,4 do 50 x 10-7 g/cm/s (12). Kod osoba sa pravilnom funkcijom suznog filma, evaporacijom se ukupno eliminiše oko 8 % – 15 % suza, dok se kod osoba sa suvim okom ovim putem eliminira čak i do 50 % suza.
Bitno je znati da se kapanjem bilo kakve supstance u oko remeti homeostaza suznog filma na način da se uvećava evaporacija što rezultuje skraćenjem njegove stabilnosti. Na evaporaciju utiču različiti unutarašnji i spoljašnji fakori, npr. ženski pol, starija životna dob i ekspozicijske bolesti oka, suvi vazduh, vetrovito okruženje i sl.

## Metoda
Evaporimetrija se obavlja uz pomoć specijalno konstruisanog prenosivog evaporimetra za merenje evaporacije suza (brzog, pogodnog, ponovljivog i neinvazivnog uređaja u poređenju sa drugim tehnikama). Ovaj uređaj je u stanju da izmeri isparavanje vode iz suznog filma pomoću neintruzivnog evaporimetra za suze koji su izumeli Migel F. Refojo i Mauricio Rolando.
Uređaj se sastoji od para naočara koje kondicioniraju vazduh iznad oka za ispitivanje na željenu osnovnu liniju relativne vlažnosti i temperature. Povećanje relativne vlažnosti usled isparavanja vode iz suza se utvrđuje tokom perioda ispitivanja.
Merenje veće od 25 g/m 2 h na sobnoj temperaturi i vlažnosti od oko 30% je znak suvog oka.

## Spoljašnje veze
|  | Molimo Vas, obratite pažnju na važno upozorenje u vezi sa temama iz oblasti medicine (zdravlja). |